# Samuel Bak

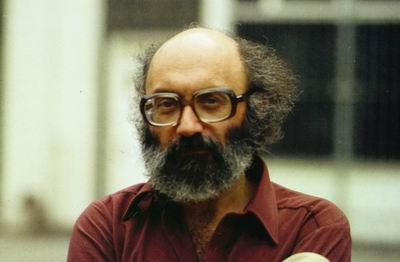
Samuel Bak 1980

Samuel Bak (* 12. August 1933 in Vilnius) ist ein Maler aus Litauen, der seit 1949 in Tel Aviv, Israel lebt, zeitweise auch in New York. Er ist Überlebender des Holocaust.

## Leben
Samuel Bak entstammt einer jüdisch-litauischen Familie. Nach der Besetzung seiner Heimatstadt Wilna durch die deutsche Armee während des Zweiten Weltkriegs mussten die Juden der Stadt im September 1941 in das Ghetto ziehen. Sein Vater wurde in ein Arbeitslager geschickt, während die Mutter und das Kind aus dem Ghetto fliehen und sich im Benediktinerkloster der Stadt verstecken konnten.
Als die Deutschen das Kloster verdächtigten, mit den sowjetischen Streitkräften zusammenzuarbeiten, musste Familie Bak erneut fliehen und kehrte in das Ghetto von Wilna zurück. Nach der Liquidierung des Ghettos im September 1943 wurden Bak und seine Mutter in das Arbeitslager HKP 526 geschickt, in dem auch sein Vater inhaftiert war. Im März 1944 floh Baks Mutter aus dem Lager und Samuel wurde von seinem Vater in einem Sack voller Sägespäne hinausgeschmuggelt. Mutter und Sohn versteckten sich erneut im Benediktinerkloster, wo sie für elf Monate bis zur Befreiung der Stadt durch die sowjetischen Truppen blieben. Samuels Vater wurde kurz vor der Befreiung in Ponary erschossen. Von 1945 bis 1948 lebten er und seine Mutter die meiste  Zeit im DP-Lager in Landsberg am Lech in der Saarburgkaserne.
Samuel Bak studierte von 1946 bis 1948 u. a. an der Blocherer Schule in München. Seit 1952 ist er in der Bezalel-Akademie für Kunst und Design in Jerusalem tätig. Er entwirft Bühnenbilder und Kostüme für das Habimah- und das Ohel-Theater in Tel Aviv. Von 1956 an studierte Bak für drei Jahre an der École des Beaux-Arts in Paris bei Jean Souverbie.
Bak hatte Einzelausstellungen in der „Carnegie International“ in Pittsburgh, im Tel Aviv Museum of Art, im Jüdischen Museum Frankfurt, im Bezalel-Museum und in Yad Vashem.

## Ehrungen
- 2002: Hubert-von-Herkomer Preis der Stadt Landsberg am Lech[2]
- 2017: Ehrenbürger von Vilnius[3]

## Werke
- Samuel Bak: In Worte gemalt: Bildnis einer verlorenen Zeit. Mit einem Vorwort von Amos Oz. Ins Deutsche übertragen von Andreas Nohl. Beltz, Weinheim 2007, ISBN 3-407-85766-7 (Autobiographie) Inhaltsverzeichnis
- Lawrence L. Langer: Return to Vilna in the Art of Samuel Bak. Pucker Gallery, Boston 2007, ISBN 1-879985-17-9.
- Gerd Lindner (Hrsg.): Samuel Bak Retrospektive 1946–1997: Ausstellung im Panorama-Museum Bad Frankenhausen, 13. Juni bis 6. September 1998. Panorama-Museum, Bad Frankenhausen 1998, ISBN 3-9805312-4-4 (Bildband mit Texten von 3-8090-2123-7, Eva Atlan, Lawrence L. Langer).